# Национальный клуб искусств
Национальный художественный клуб (англ. National Arts Club) — художественный некоммерческий и членский клуб, расположенный на Манхэттене в парке Грамерси, Нью-Йорк.

## История и деятельность
Группа друзей, которые были вовлечены в архитектуру и искусство, обсуждали возможность создания клуба нового типа, который охватил бы все виды искусства. Примечательно, что с самого начала существования клуб предлагал женщинам полноправное членство в нём. Пока разрабатывался план создания клуба, литературный и художественный критик New York Times Чарльз ДеКей, проработавший много лет за границей, в это время вернулся в США. Способный организатор, он отправлял письма важным персонам Нью-Йорка, а также в мегаполисы по всей стране. Реакция была настолько позитивной, что в 1898 году в Олбани клуб подал заявку на свой устав. Вместе с заявкой был отправлен список должностных лиц — попечительского совета и членов клуба, общее количество которых превышало 1200 человек. Среди них были такие коллекционеры, как Генри Фрик, Уильям Эванс, Жюль Бейч и Генри Уолтерс. Из художников того периода первыми его членами состояли Фредерик Ремингтон, Уильям Чейз, Роберт Генри и Джордж Беллоуз.

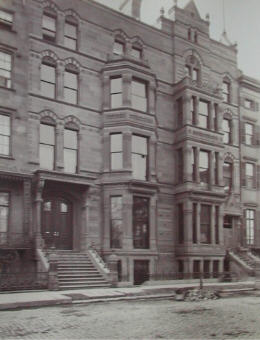
Особняк Сэмюэля Тилдена в 1872 году

Первым местом нахождения клуба домом клуба было здание на West 34th Street. С разрастанием прилегающего района, начался поиск нового места и был выбран дом Сэмюэля Тилдена в парке Грамерси, выставленный на продажу. В 1906 году дом был приобретён, и клуб переехал в него. Здесь он находится и в настоящее время. В 2006 году, во время реставрации крыльца этого особняка, бразильский художник из Нью-Йорка Серджио Морозини создал над входной дверью на фасаде здания барельеф Микеланджело. С 2018 году исполнительным директором клуба является арт-администратор Бен Хартли.
Среди выдающихся художников, которые были членами клуба — Леон Дабо, Эдвард Волкерт, Ричард Пионк, Чен Чи, Ларри Риверс, Луиза Брамбек, Сесилия Бо, Уилл Барнет и Эверетт Кинстлер. В числе скульпторов — Август Сен-Годенс, Даниэль Френч, Анна Хаятт-Хантингтон и Пол Мэншип. Членами клуба также являлись архитекторы, писатели и музыканты. В состав Национального клуба искусств ходили президенты США — Теодор Рузвельт, Вудро Вильсон и Дуайт Эйзенхауэр.
По состоянию на 2019 год в клубе находится постоянная коллекция из 660 произведений искусства. Часто работы из коллекции предоставляются для участия в выставках. В галереях самого клуба регулярно проходят художественные выставки. В декабре 2020 года клуб представил экспозицию Voices of the Soho Renaissance — первую выставку произведений искусства, рождённых призывами к социальной справедливости, которые изменили район Сохо в Нью-Йорке после убийств Джорджа Флойда и Бреонны Тейлор.